# Helm-Azurjungfer
Die Helm-Azurjungfer (Coenagrion mercuriale) ist eine Libellenart aus der Familie der Schlanklibellen (Coenagrionidae).

## Merkmale
Die Helm-Azurjungfer erreicht eine Flügelspannweite von drei bis vier Zentimetern. Die Männchen besitzen eine schwarz-blaue Zeichnung auf den Thorax- und den Hinterleibssegmenten, wodurch eine Verwechslungsgefahr mit anderen Azurjungfern besteht, besonders mit der Vogel-Azurjungfer (C. ornatum). Sie ist aber schlanker gebaut als letztere.

## Verbreitung und Lebensraum
Die Helm-Azurjungfer ist in Südwest- und Mitteleuropa verbreitet und erreicht im Norden England. Meldungen der Art aus Osteuropa, z. B. vom Balkan, beziehen sich auf Verwechslungen mit der Vogel-Azurjungfer. Sie lebt an verwachsenen Bachläufen und Wiesengräben der Ebene bis ca. 800 m ü. NN, die sich durch relativ sauberes und kalkhaltiges, langsam fließendes Wasser auszeichnen. Wesentlich für das Vorkommen der Art ist an diesen kleinen Fließgewässern auch eine dichte, wintergrüne Unterwasservegetation vor allem aus Berle (Berula erecta), Wasserminze (Mentha aquatica) und Brunnenkresse (Nasturtium officinale). Daneben werden besonders im Alpenvorland häufig auch Schlenken und Rinnsale in Kalkquellmooren besiedelt.

## Lebensweise
Die Flugzeit der Helm-Azurjungfer fällt in den Mai bis August. Die Art ist extrem standorttreu und entfernt sich nur selten weiter als einige 100 m vom Gewässer. Entsprechend ist ihre Fähigkeit zur Besiedelung neuer Habitate beim Verlust des ursprünglichen sehr gering, was sie äußerst anfällig gegen Bau- und Unterhaltsmaßnahmen an ihren Gewässern macht. Die Eier werden vom Weibchen vor allem in untergetauchte Pflanzenteile eingestochen, gerne in die Blätter der Berle. Dabei sind beide Partner in der Tandemstellung verbunden und das Weibchen taucht zur Eiablage unter, wobei das Männchen allerdings meist nur den Hinterleib eintaucht.
Die Larven verstecken sich in der Gewässervegetation. Ihre Entwicklungszeit beträgt je nach Temperatur des Gewässers ein oder zwei Jahre.

## Gefährdung und Schutz
In Deutschland wird diese aufgrund schwindender Lebensräume in der Roten Liste derzeit als „stark gefährdet“ geführt.
Die Helm-Azurjungfer ist europaweit eine der Libellenarten mit dem höchsten Schutzstatus. Sie wird im Anhang II der Berner Konvention als „streng geschützte Tierart“ und im Anhang II der Fauna-Flora-Habitat-Richtlinie der EU („es sind eigens Schutzgebiete auszuweisen“) geführt.
Die IUCN stuft die Art derzeit als „gering gefährdet“ ein.